# Geostiba deliqua
Geostiba deliqua – gatunek chrząszcza z rodziny kusakowatych i podrodziny rydzenic.
Gatunek ten opisany został po raz pierwszy w 2018 roku przez Volkera Assinga na łamach „Linzer biologische Beiträge”. Jako lokalizację typową wskazano rejon Kajaranu w zachodniej okolicy Kapanu w Armenii. Epitet gatunkowy oznacza po łacinie „brakująca” i odnosi się do braku modyfikacji siódmego tergitu samca.
Chrząszcz o wydłużonym ciele długości od 2,2 do 2,3 mm. Głowa jest żółtawa do rudożółtej z bladożółtymi czułkami. Oczy są uwstecznione, zbudowane z trzech lub czterech fasetek. Przedplecze i pokrywy mają barwę głowy. U samca pokrywy mają szew silnie, szeroko wyniesiony przy tarczce z przedłużeniem ku tyłowi w postaci wąskiego kila oraz rozległe, przeciętnie głębokie wciski. Odnóża mają bladożółte ubarwienie. Kolor odwłoka jest żółtawy do rudożółtego z przyciemnieniem pośrodku szóstego segmentu. Na powierzchni siódmego tergitu samca brak jest guzków i kila. 
Gatunek palearktyczny, znany wyłącznie z prowincji Sjunik. Spotykany w górskich lasach mieszanych na rzędnych około 2050 m n.p.m. Bytuje w ściółce i wśród korzeni traw.